# Priscus
Priscus din Panium (/ˈprɪskəs/; în greacă Πρισκος; n. 410 d.Hr., Panion⁠(d), Turcia – d. 471 d.Hr.) a fost un diplomat bizantin, istoric și retor grec,ce a făcut parte dintr-o delegație trimisă în 448 de către împăratul bizantin Teodosius al II-lea la Attila. Scrierile sale istorice păstrate reprezintă o sursă valoroasă pentru înțelegerea căderii Imperiului Roman de Apus, precum și a vieții de curte a hunilor din timpul lui Attila. 

## Biografie
Priscus s-a născut cândva în primul deceniu al secolului V d.Hr., în Panion, un oraș mic din Tracia Chersoniană. Nu se cunosc informații privitoare la familia sa, sau la educația primită, însă scrierile sale (rămase) dovedesc înalt talent literar și educație aleasă. Cel mai probabil, era de profesie avocat, oferind totodată lecții de retorică. Nu se cunoaște cu exactitate nici data morții sale, însă cel mai probabil a murit după vârsta de 60 de ani.
În jurul vârstei de 30 de ani ajunge să viziteze tabăra lui Attila în calitate neoficială de companion al ambsadorului bizantin Maximinos. De asemenea, din dovezile rămase, rezultă că a efectuat călătorii și la Roma, Damasc și Alexandria. După moartea lui Maximinos, ajunge asociat al lui Euphemios care conducea una dintre cele mai importante instituții birocratice - Magister officiorum. 
Lexiconul Suda menționează că, alături de istorie, Priscus a scris și declamații retorice și scrisori. Cea mai importantă operă a sa, al cărui titlu rămâne necunoscut, privește, în principal, istoria bizantină și pe conducătorul hun Attila. Aceasta s-a păstrat fragmentar prin intermediul altor autori, cu ajutorul cărora a putut fi reconstituită parțial.
Priscus face parte din categoria istoricilor "clasicizanți", alături de Eunapius, Olympiodorus și Malchus, scrierile lor fiind caracterizate prin secularism, limbaj elevat, utilizarea geografiei arhaice și efortul conștient de integrare într-o tradiție istorică. 

## Istoria fragmentară a lui Priscus
Necunoscându-se titlul original al istoriei lui Priscus, editorii i-au atribuit de-a lungul timpului diferite titluri sinecdoce. Cel mai recent editor american al istoriei lui Priscus, John P. Given, intitulează lucrarea "Istoria fragmentară a lui Priscus". Din lucrarea scrisă inițial în opt volume, acoperind perioada 434/439-472/476, s-au păstrat 83 de fragmente, împărțite de cercetători în două categorii: cele aparținând cu siguranță lui Priscus și cele conjecturale (11, 50-83). Aceste fragmente au fost culese dintr-un număr de 11 lucrări, care-l citează direct sau parafrazează pe Priscus. Majoritatea fragmentelor provin din Excerpta Constantiniana, o lucrare comandată de Constantin al VII-lea Porfirogenetul ce avea drept scop plasarea pasajelor diferiților istorici greci în categorii tematice. Fragmentele din lucrarea lui Priscus se găsesc în două categorii (din cele pe care le mai avem la dispoziție): De legationibus Romanorum ad gentes și De legationibus gentium ad Romanos.
Lucrarea acoperea atât istoria Imperiului Roman de Apus, cât și istoria Imperiului Roman de Răsărit, însă conținutul cel mai interesant este dat de narațiunea la persoana I-a a călătoriei autorului în tabăra lui Attila, și de întâlnirea cu acesta. 
Pornind din Constantinopol, delegația bizantină (i.e. romană de răsărit), condusă de Bigilas și Maximinos, a trecut prin Serdica și Naissos, ajungând la Dunăre pe care au trecut-o în canoe. Tabăra lui Attila era așezată la o distanță de mers, de la Dunăre, de aproximativ 10-11 ore. Bigilas, alături de împăratul Teodosius, reușiseră să convingă pe unul dintre generalii lui Attila, Edekon, să-l asasineze pe acesta la momentul oportun. Priscus și Maximinos nu cunoșteau complotul, iar rolul lor, gândit de cei trei conspiratori, era de a-i distrage atenția lui Attila prin citirea scrisorii de la împărat. Totuși, conspirația a eșuat, întrucât Edekon dezvăluie totul lui Attila. Bigilas avea să fie ulterior deținut de huni, care-i vor da drumul după plata prețului de răscumpărare.

## Banchetul lui Attila
În cursul șederii delegației romane alături de huni, aceasta a fost invitată la mai multe banchete patronate de Atilla. Primul dintre ele este descris în detaliu, și oferă o perspectivă inedită pentru istoricii interesați de viața la curte a hunilor. 
Scaunele invitaților erau așezate de-a lungul pereților casei, pe când Atilla stătea pe o canapea în mijloc. În timp ce invitații beau din cupe de aur și argint, Attila bea din cupe de lemn. Îmbrăcămintea lui, sabia și harnașamentul erau simple, neîmpodobite. Nu mânca altceva decât carne, ce-i era servită pe tăvi de lemn. Înaintea fiecărui curs, mesenii trebuiau să se ridice pe rând și să bea în cinstea lui Attila. Către seară, invitații erau delectați cu trubaduri ce cântau victoriile și calitățile militare ale lui Attila. Banchetele țineau până în zori, iar participanții, de obicei, se îmbătau.

## Importanța istoriografică a operei lui Priscus
Opera istorică a lui Priscus este importantă întrucât oferă detalii referitoare la circumstanțele decăderii Imperiului Roman de Apus, acestea venind de la un contemporan al celor petrecute. De asemenea, este singurul autor ce a interacționat direct cu Attila și cu curtea acestuia, scriindu-și ulterior memoriile. Datorită lui Priscus, prin intermediul lui Iordanes, s-a păstrat episodul morții lui Attila, ce ar fi survenit în urma unei beții urmate de sufocare prin sângerare nazală.              